# Funções elípticas de Jacobi

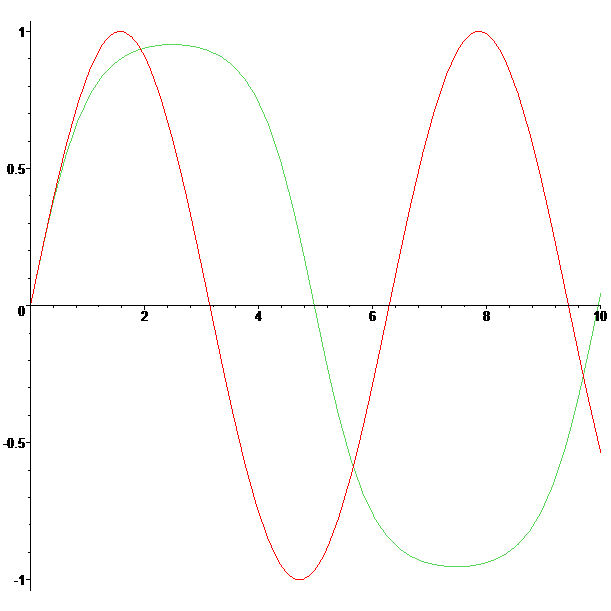
Função eliptica de Jacobi plotada em vermelho com k = 0.05 e verde com k = 1.05

As funções elípticas de Jacobi, introduzidas pelo matemático prussiano Carl Gustav Jakob Jacobi por volta de 1830, são um conjunto de funções elípticas e funções teta, que tem importância histórica, além de possuirem várias aplicações (como na solução da equação do pêndulo).
As funções elípticas tem várias analogias com as funções trigonométricas, inclusive a notação (sn, cn, etc) tem analogia com a trigonometria (sin e cos).

## História
A origem destas funções está na integral elíptica, uma classe de integrais onde o argumento a ser integrado contém a raiz quadrada de um polinômio do terceiro ou quarto grau. A solução destas integrais pode ser obtida a partir de integrais onde aparece a expressão {\displaystyle {\sqrt {1-c^{2}sin^{2}\theta }}\,}, as integrais elípticas de primeira, segunda e terceira espécie. O nome integral elíptica deriva de que a integral elíptica de segunda espécie pode ser usada para calcular o comprimento do arco sobre uma elipse.
Estas integrais foram estudadas por Legendre,  porém Abel e, mais tarde, Jacobi, estudaram estas integrais através da inversão do seu argumento, ou seja, eles obtiveram as funções elípticas após a inversão das integrais elípticas.
As funções elípticas foram definidas a partir da integral elíptica de primeira espécie u, como sendo funções de u e do módulo k. O ângulo φ foi chamado de argumento, representado como am(u, k), e as funções elípticas como sin am(u, k), cos am(u, k) e Δ am(u, k). As expressões sin am u, cos am u e Δ am u foram simplificadas  para sn, cn e dn, respectivamente.

## Definição
Seja
{\displaystyle u=F(\phi ,k)=\int _{0}^{x}{\frac {dz}{\sqrt {(1-z^{2})(1-k^{2}z^{2})}}}=\int _{0}^{\phi }{\frac {d\theta }{\sqrt {1-k^{2}\sin ^{2}\theta }}}\,}
onde k < 1 e {\displaystyle x=\sin \phi \,}; φ é a amplitude de u e é escrito como {\displaystyle am(u,modk)\,}, ou, de forma mais simples, am(u); {\displaystyle x=\sin \phi \,} 
A função elíptica sn é definida como:
sn(u) = sen(φ) = x
Analogamente, temos:
{\displaystyle cn(u)=\cos(\phi )={\sqrt {1-x^{2}}}\,}
{\displaystyle dn(u)=\Delta nu=\Delta \phi ={\sqrt {1-k^{2}x^{2}}}\,}

## Propriedades
As funções elípticas tem, em comum com as funções trigonométricas e a função exponencial complexa, o fato de serem funções periódicas. Enquanto o seno e o cosseno tem período {\displaystyle 2\pi \,} e a função exponencial tem período {\displaystyle 2i\pi \,}, as funções elípticas tem dois períodos, ou seja, são duplamente periódicas. Um dos períodos é real, e o outro é imaginário.
Os períodos são calculados a partir da função F  definida acima:
{\displaystyle F(\phi ,k)=\int _{0}^{x}{\frac {dz}{\sqrt {(1-z^{2})(1-k^{2}z^{2})}}}\,}
e dos valores K e K' :
{\displaystyle K=F({\frac {1}{2}}\pi ,k)\,}
{\displaystyle K'=F({\frac {1}{2}}\pi ,k')\,} para {\displaystyle k'={\sqrt {1-k^{2}}}\,}
e satisfazem:
{\displaystyle sn(u+4K)=sn(u)\,}
{\displaystyle cn(u+4K)=cn(u)\,}
{\displaystyle dn(u+2K)=dn(u)\,}
{\displaystyle sn(u+2iK')=sn(u)\,} 
{\displaystyle cn(u+4iK')=cn(u)\,} 
{\displaystyle dn(u+2iK')=dn(u)\,}